# Улица Штура (Братислава)
Улица Штура (словац. Štúrova ulica) — улица в Братиславе в районе Старый город, соединяющая Каменную площадь и площадь Словацкого национального восстания с площадью Шафарика. Пересекает улицу Горького, улицу Есенского, Грёсслингову улицу, Медную улицу и улицу Таллера.

## Название

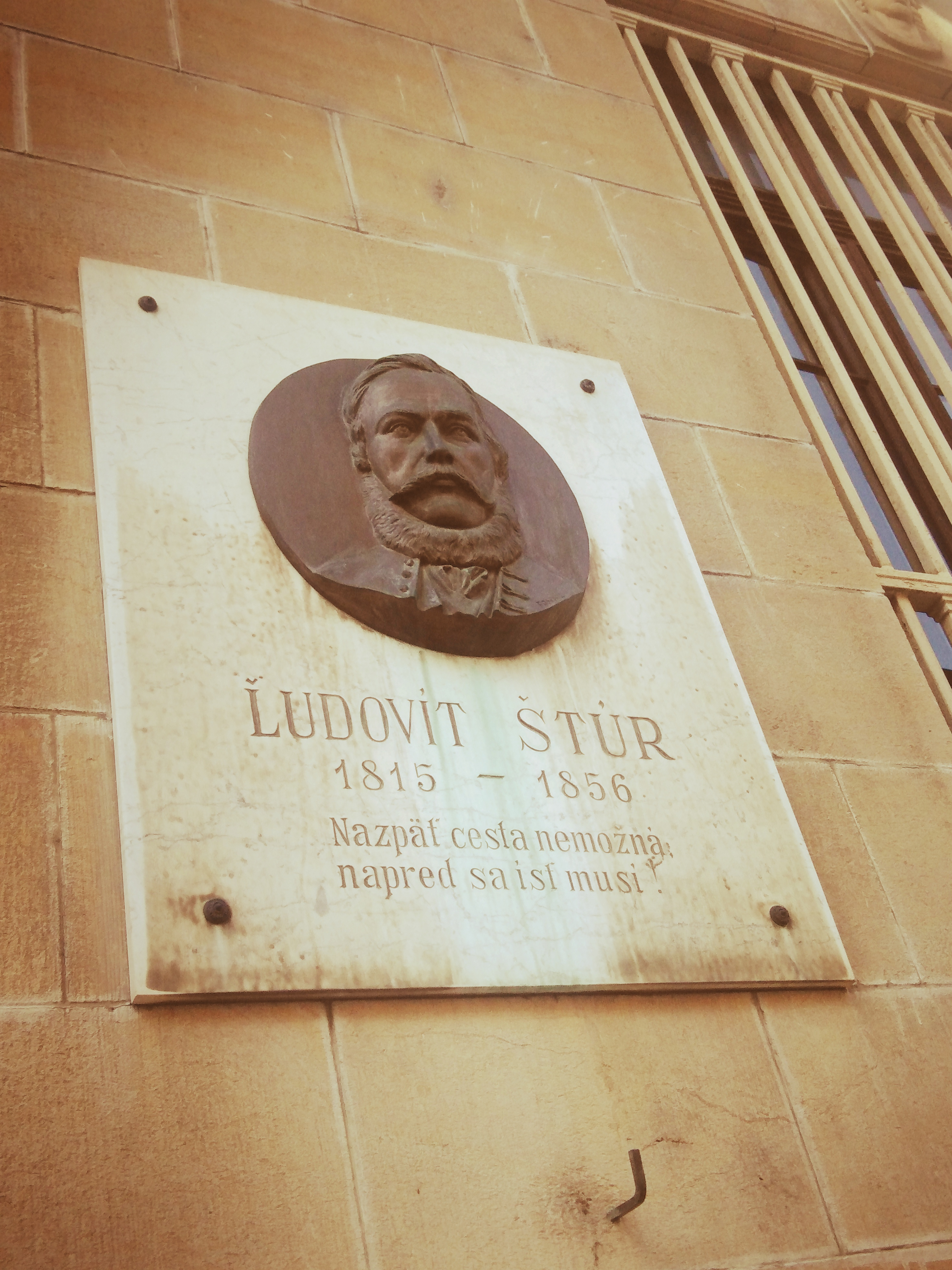
Цитата Людовита Штура «Назад нельзя, ты должен идти первым» на улице Штурова в Братиславе.

Названа в честь словацкого общественного деятеля, участника словацкого возрождения 1848—1849 гг., кодификатора словацкого языка Людовита Штура. Изначально носила название Барошова улица (Барош-Габор-Штрассе, Барош-Габор-ут), в честь венгерского государственного деятеля второй половины 19 века Габора Бароша.

## Достопримечательности
Улица Штура чрезвычайно богата архитектурными памятниками и зданиями. Здесь расположены бывшее здание Национального банка Словакии (архитектор Эмиль Беллуш, 1936-38гг.), в котором сегодня размещается Генеральная прокуратура Словацкой республики, бывшее здание Прессбург-центра, бывшее здание словацкого Всеобщего кредитного банка (VÚB banka), которое после реконструкции должно называться «City Gate/Городские ворота».
На улице также находится бывший Дворец Чаки. По улице с 1895 года проходят первые в Братиславе трамвайные пути.